# Socialistlagen

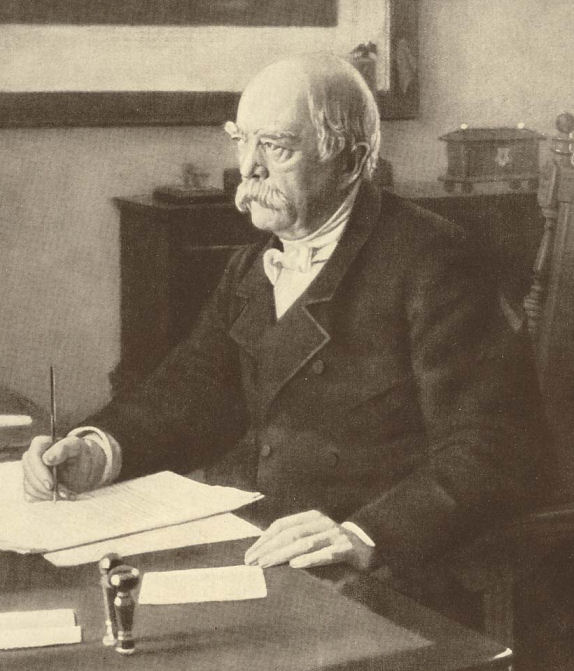
Rikskansler Otto von Bismarck var initiativtagare till socialistlagen.

Socialistlagen (tyska: Sozialistengesetze, Gesetz gegen die gemeingefährlichen Bestrebungen der Sozialdemokratie) var en lag i Tyskland som antogs 1878, och förbjöd socialistisk propaganda.
Två på en kort tid förövade mordattentat på kejsaren Vilhelm I, vilka visserligen inte ledde sitt ursprung direkt från socialdemokraterna, tillskrevs dock den av dem befordrade anarkistiska agitationen och blev den närmaste anledningen till den i oktober 1878 av tyska riksdagen antagna socialistlagen. 
Genom dess förbud för möten och skrifter av socialistisk eller kommunistisk natur och offentlig socialistisk agitation i allmänhet gavs socialdemokratin en undantagsställning, som bekräftades vid lagens upprepade förnyanden. Rikskansler Otto von Bismarck var emellertid angelägen om att kombinera socialistlagen med ett socialt lagstiftningsarbete, varigenom han hoppades kunna bryta udden av den spirande rörelsen. 
Genom ett kejserligt budskap till riksdagen den 17 november 1881 bebådades framläggandet av förslag om olycksfalls-, sjuk- och invaliditetsförsäkring. Sjukförsäkringen blev genomförd i juni 1883 och olycksfallsförsäkringen i juli 1884. I juni 1889 sattes kronan på verket av en allmän folkpensionslag. Dessa och andra sociala förbättringar hindrade dock inte den tyska vänsterns fortsatta tillväxt.
Socialistlagen upphörde att gälla den 30 september 1890.